# تولفا
تولفا (به ایتالیایی: Tolfa) یک کومونه در ایتالیا است که در استان رم واقع شده‌است و به آنها Tolfetani میگویند. 

## خصوصیات
تولفا ۱۶۷٫۵۶ کیلومترمربع مساحت و ۵٬۱۳۳ نفر جمعیت دارد و ۴۸۴ متر بالاتر از سطح دریا واقع شده‌است.

## خواهرخوانده
شهرهای دینگل، Għajnsielem و Salobreña خواهرخوانده‌های تولفا هستند.